# 前進空中管制員
前進空中管制員（英語：Forward Air Controller）是種專門引導飛機進行密接空中支援（Close Air Support）的一種兵種，使飛機在執行對地攻擊時能打擊正確的目標同時也避免誤傷友軍。這種任務叫做前進空中管制（Forward air control）
前進空中管制的最大用途就在於確保執行密接空中支援時友軍的人身安全。在前線時敵軍與友軍常常處於非常接近的狀態，也因為這樣，前線的友軍常常會承受自家飛機誤擊的風險。會產生這種事件的最大原因有兩個：轟炸機的駕駛沒有清楚辨識到目標，以及沒有獲知友軍部隊的位置。迷彩偽裝、不斷變化的局勢以及戰爭迷霧等都大大增加了這個風險。在前進空中管制員剛創立的年代，他們還要負責指揮空中遮斷的任務，但在現在他們已經不用管這件事了。
前進空中管制員也得極力避免傷害任務區域內的非戰鬥人員。

## 早期空地支援的發展
早在第一次世界大戰的密接空中支援任務中，就有先驅嘗試把信號板佈置在地面上、發射信號彈或是使用煙霧等方式來引導飛機掃射敵軍的壕溝。但飛行員缺乏有效的溝通設備，他們得從飛機上丟下訊息或是釋放信鴿才能與地面取得聯絡。來自奧匈帝國的飛行員班諾·菲亞拉·馮·斐倫堡就曾在戈爾利采之戰中使用無線電，透過摩斯密碼來跟地面的砲兵連取得聯繫並修正砲擊地點。威廉·「比利」·米切爾上校也曾把無線電裝在他的史帕德S.XVI指揮飛機上，德國人也試著在他們的翼半式J.I攻擊機上裝設無線電。
美國海軍陸戰隊在1920年到1930年之間的香蕉戰爭中曾使用過寇蒂斯獵隼戰機與錢斯沃特海盜式偵察機來搭載無線電，並配合使用氣流驅動的發電機來供給電力，使無線電的有效使用範圍上升到50英里。除了無線電以外，飛行員也可把訊息放進一種加重的容器之中然後從空中拋下，讓容器掉到地面部隊架設在兩個桿子中間、暱稱為「曬衣繩」的繩子上。這些飛機的任務主要是偵察以及攻擊。使用上述的幾種方法，陸戰隊的飛行員便能同時擔負前進空中管制或是攻擊機的任務，這些能在1927年他們對尼加拉瓜桑地諾民族解放陣線的攻擊中看到。他們空地支援的任務主要由屬於同一個單位的飛行員與地面部隊來執行，並沒有真正的使用到前進空中管制員。在1927年10月27日，一支陸戰隊巡邏組使用信號布來引導了一場空對地攻擊任務，而這也可以說是史上第一次的前進空中管制任務。美國海軍陸戰隊這種特有的密接空中支援形式，直到後來的韓戰和越戰中都能看到。
法軍於1920年至1926年之間的里夫戰爭中使用了類似於美國海軍陸戰隊在尼加拉瓜對付桑地諾民族解放陣線的方法，但是這次場景來到了沙漠。法軍的機動聯合部隊不單單使用飛機來進行偵察與攻擊任務，他們還把受訓過的砲兵觀察員也放到飛機上，透過無線電來為砲兵單位進行引導。
德軍則是在西班牙內戰中注意到了密接空中支援的重要性，之後他們便開始研發自己的前進空中管制戰術。到了1939年，他們已經有了一支能負責前進空中管制任務的單位稱作「地面攻擊組」，並佈署到所有軍團層級底下的指揮部之中。這些小組可以直接指揮納粹德國空軍的飛機進行密接空中支援。由於他們有良好的訓練，使得空中與地面單位都能很好的利用這一套系統，這些都使德軍在第二次世界大戰之初擁有世界上數一數二的前進空中管制能力。
在1941年6月20日美國陸軍航空軍創建以後，他們也導入了空地控制組這一概念到他們部隊中，並讓這些控制組配屬到美國陸軍的師、團以及陸軍指揮部之中。空地控制組的功能在於調節位於地面部隊附近的轟炸與砲擊任務，同時也要進行戰損評估。因此他們也是第一個類似於前進空中管制員的單位，只是他們並沒有機載版本的空地控制組。然而這些單位也常因軍種內鬥所困擾，而且也受到陸軍與空軍之間繁雜且重複的通訊所阻擋。因為這樣，常常在地面部隊申請支援任務以後還要花好幾個小時才會真正看到飛機出現在他們的頭上。

## 第二次世界大戰
雖然如此，在第二次世界大戰中的前進空中管制卻是在應急的狀況下所產生的，並用在不同的戰場上。它的誕生是為了配合戰場的情勢而生而並不是有計劃的成立。

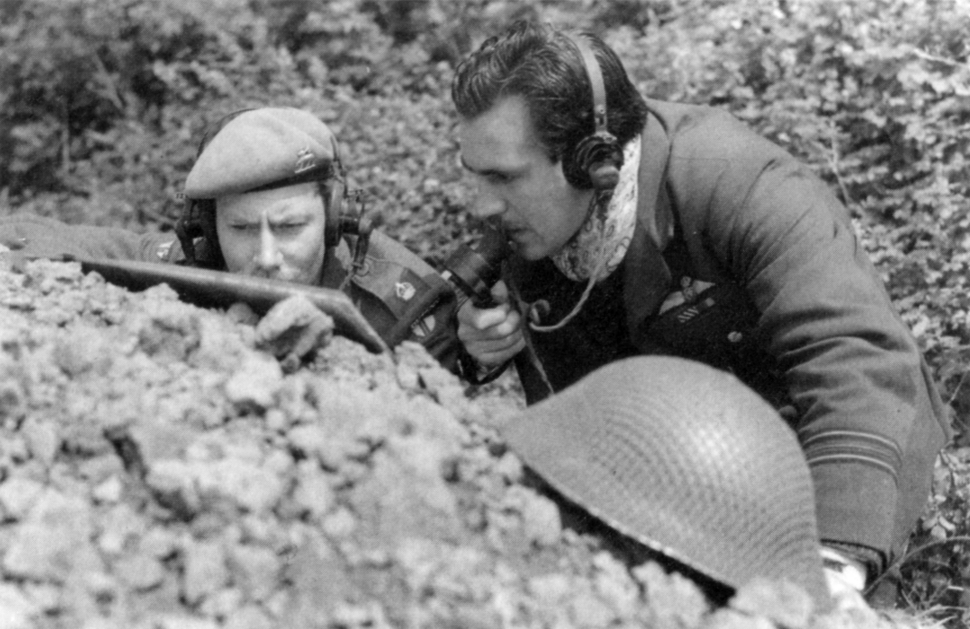
英軍的機動戰機管制員活躍於第二次世界大戰的北非戰場。

在太平洋戰場上，來自澳洲皇家空軍的第4中隊在1942年的新幾內亞布納-哥納戰役中開始擔負起前進空中管制的責任。在剩餘的太平洋戰役中，澳洲皇家空軍持續著前進空中管制的任務直到戰爭結束。美國海軍陸戰隊也在1943年11月的布干維爾島戰役中加入前進空中管制的任務。
而在歐洲戰場的盟軍陣營，英軍率先在北非戰場使用前進空中支援鏈，一套「觸手」系統利用無線電來讓前線單位可以呼叫後方的密接支援單位，而在後方等待的戰鬥轟炸機則像「計程車招呼站」的車子一樣持續在空中盤旋待命直到收到支援請求為止。而請求的單位可以直接指揮來支援的飛機。美國陸軍直到入侵義大利之前都不曾仿製過英國的這套系統，但不得不接受這套系統以因應戰場的狀況，後來也把這套系統搬到了法國1944年6月6日的D日入侵之中。
美軍直到二戰結束後還是沒有一套完整的前進空中管制守則。甚至當美國空軍在1947年跟美國陸軍分家以後也沒有一併帶走前進空中管制任務的責任，因此直到韓戰爆發前美軍都沒有一支功能完善的前進空中管制單位。

## 第二次世界大戰之後

### 大英國協的行動
大英國協繼續在二十世紀下半葉的各個行動中持續使用他們在第二次世界大戰所得到的經驗，包括馬來亞緊急狀態、蘇伊士運河危機、印馬對抗以及在亞丁和阿曼等地區的行動。隨著英國陸軍航空兵於1957年重組後，他們也把機載版前進空中管制員導入了他們的部隊。

## 韓戰

此圖顯示在戰爭前期時兩陣營的領土變化，而在戰爭後期領土趨於穩定後便陷入了塹壕戰。
朝鮮人民軍與中國人民志願軍
聯合國軍

儘管美國在1950年6月26日做為聯合國軍的其中一員參戰時並沒有帶來任何的前進空中管制員，他們仍迅速的為聯合國部隊建立起一套密接空中支援流程。到了同年的7月20日，這套應急的系統已成功上線並用於對付共產部隊，偶而也會指揮一些空中攔截任務來反制敵方的飛機。不管是美軍最高指揮部或是朝鮮人民軍的南日總參謀長都同意，是這股空中戰術力量拯救了在戰爭初期運動戰階段差點擊敗的聯合國部隊。
在1951年夏季時戰爭陷入了塹壕戰，前進空中管制的重要性便下降了不少。而為了應付共產部隊的夜間行動，雷達與短程導航的技術得到了發展。然而密接空中支援的任務還是持續著，偶而也會執行一些遮斷任務來打擊共產陣營的通訊線路。到這個時候，聯合國空軍在空中戰術打擊的任務中已經提供了不少的貢獻。
直到戰爭結束為止，機載版的前進空中管制員有紀錄的飛行共有40,354次，共殲滅了184,808名共產兵力。現在有時還會認為當時共產部隊一半的傷亡都歸功於空中戰術打擊。
儘管美軍已經有了一本《野戰手冊 31 -35 空地行動》（Field Manual 31 - 35 Air-Ground Operations）來規定相關流程，但在整場戰爭中美國空軍與美國陸軍不停的為其中一些解釋而互相爭論。另外在美國海軍陸戰隊的方面，他們在戰爭中持續使用自己那一套的前進空中管制方法來執行任務。同時美國海軍航空兵也沒有完全配合空陸兩軍的這套系統，直到戰爭的最後一個月才有些許改善。因為大家對於前進空中管制沒有一套共識，這套系統在戰後的1956年就終止使用。

## 越戰

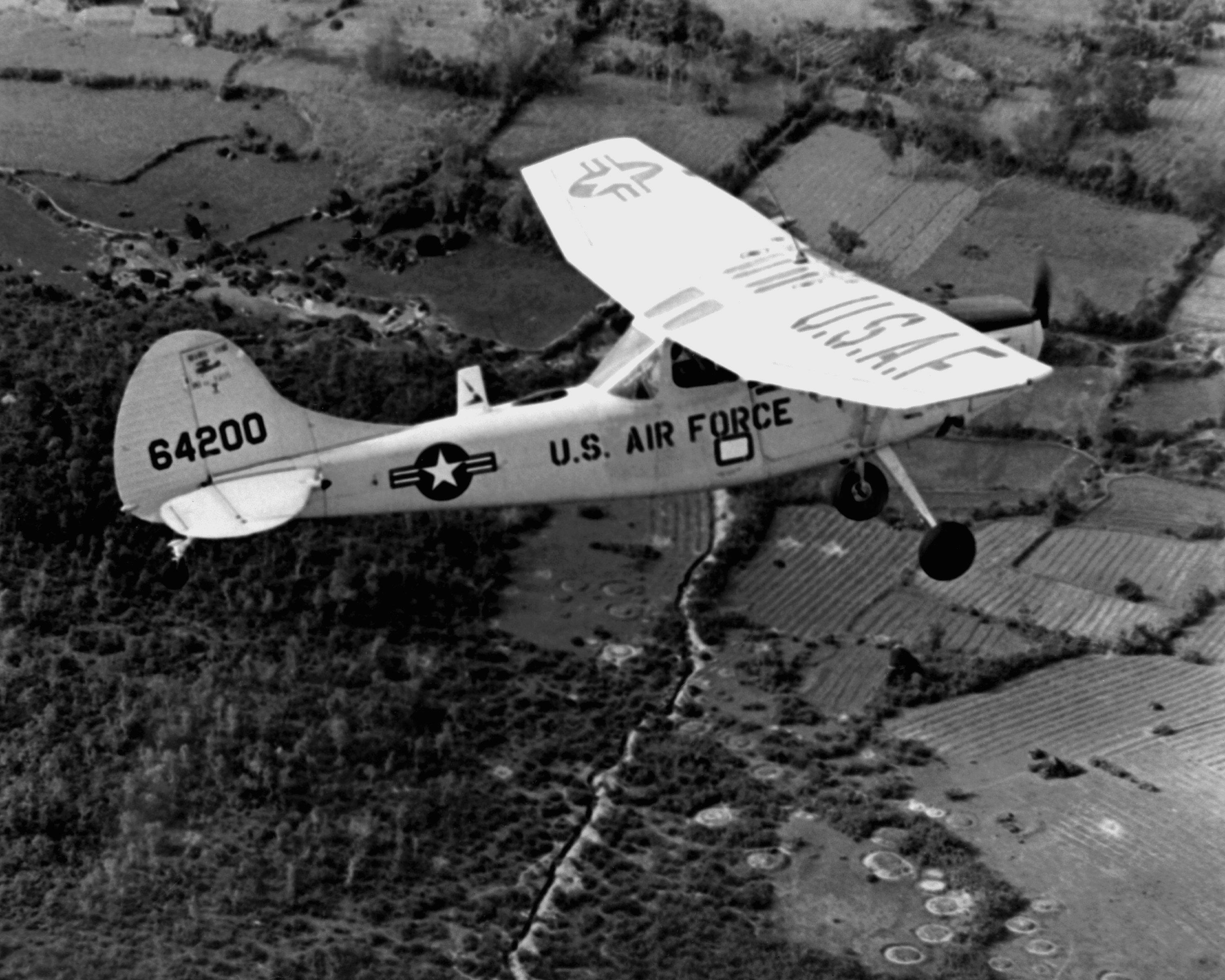
L-19/O-1鷹犬式飛機在越戰時擔負著前進空中管制員的工作。

越戰時，前進空中管制員在有史以來最大規模的轟炸行動中擔負著很大的作用。在二戰的轟炸行動主要都是對該目標城市進行毀滅性的地毯式轟炸，相反在越戰的時候，轟炸目標或範圍都較二戰時的小許多。除非今天炸彈是要落在自由開火區或是轟炸預先計劃好的目標，不然在越南所有的轟炸行動都得聽從前進空中管制員的指揮。與二戰不同之處在於，越戰中會極力要求前進空中管制員避免傷害到非戰鬥人員。

### 再造前進空中管制
當前進空中管制於1961年的農場大門行動中重回軍隊後，他們馬上就遇到許多問題，諸如不可靠的無線電、補給物資短缺、缺乏適當的飛機、不同概念的密接空中支援以及不友善的地形。
第一次開出前進空中管制員的人員需求是在1962年的時候，總共為越南開出32名的需求。儘管慢慢填進配額，戰場情勢證明這樣的人數還是遠遠不夠。而第19戰術空中支援中隊則在1963年中期的時候調去補充前進空中管制員的數量。到了1965年1月的時候，東南亞這邊也只有144名美國空軍的前進空中管制員。美國空軍持續增加他們的人數並預計最後要有831名前進空中管制員，並預計要在1965年4月前讓東南亞駐紮超過4隊以上的戰術空中支援中隊，但直到1969年12月為止也只填滿了當初預計人數的70%而已。而其他的美軍單位也有著他們自己的前進空中管制員，像是陸軍他們至少就有2連的航空前進空中管制員，海軍陸戰隊也有一個中隊的前進空中管制員，海軍則在湄公河三角洲上建立了他們自己的前進空中管制中隊。美軍也參與了南越的前進空中管制員培訓計劃，在戰爭後期也徵招佬族與赫蒙族的人來擔當前進空中管制員。

### 技術發展
在越戰期間前進空中管制的技術得到了許多革新。美國方面提出了許多的方式使得整套系統更加有效。早在1962的南越，道格拉斯的C-47運輸機便開始負責前進空中管制的任務，大部分的行動都是夜間任務。到了1965年9月，另一架C-47開始擔當空中戰地指揮管制中心(ABCCC)的工作。隨著更多的空中指揮中心飛機加入戰局，整個東南亞的空中戰場便由他們來指揮與管理。
到了1966年年初，北越部隊的防空砲品質日漸提高，而對於駕駛螺旋槳飛機的前進空中管制員來說風險也相對提高，使得前進空中管制員不得不開始在北越的危險空域中使用噴射機。直到戰爭結束為止，這種搭乘噴射機版的高速前進空中管制員一直與一般版的管制員相互配合來完成任務。
1966年7月後前進空中管制的任務開始轉向夜間操作來應付胡志明小道上的敵軍，一台呼號為「Nimrod」的A-26入侵者式飛機奉命執行前進空中管制與對地打擊的任務。美國空軍展開了一場點亮行動來測試戰場的夜間照明戰術。面對與日俱增的空襲壓力，北越部隊在1968年以後便完全轉向夜間行動。直到1969年為止，一台呼號為「Candlestick」的C-123運輸機調派來擔當夜間照明機並指揮空襲的任務。面對不斷增加的反抗行動，照明飛機仍可在戰役中的各個地區中看到直到1971年6月30日。類似的角色，也由一個呼號為「Blindbat」的AC-130空中砲艇來執行，其不止幫忙照亮戰場或是指揮攻擊，他還可以用自己本身就擁有的強大火力來攻擊敵人的卡車。該砲艇也在白冰屋行動展開後開始搭載各種電子傳感器及夜視裝置來偵測敵軍卡車的位置，同時也把電腦化的射控系統裝到了飛機上。
美國總統林登·貝恩斯·詹森於1968年11月1日宣布將停止對北越的轟炸行動。因為這樣，衝突的焦點便轉向了胡志明小道。為了應付美國增加近四倍的遮斷任務，北越也開始將他們的防空砲與人員向南移動來抵擋美國的打擊。兩陣營都明白途經這些小徑的軍需品將會是北越部隊最重要的命脈。
與此同時，美國的中央情報局開始通過烏鴉前進空中管制員來支持王寶游擊隊在石壼平原的行動，通過空中火炮來為他們打擊目標。
1970年前期，美國空軍為了增加轟炸的精準度而開始使用雷射導引炸彈。

### 結果
到了1971年5月，美國空軍情報單位總結了空襲的成效，表明他們已經成功剷除胡志明小道上的所有敵軍卡車。但很顯然的事實並不是這樣，這條小道直到1975年北越勝利之前依然還有他們的卡車在通過。
美國空軍在戰爭結束後就終止了所有的前進空中管制任務，就像之前二戰與韓戰後那樣。

## 印巴戰爭
印軍的阿瑪·辛格少校駕駛他的HAL Krishak來執行前進空中管制，並在朗齊瓦拉之戰中成功引導密接空中支援來防禦敵軍部隊的攻擊。巴基斯坦於1971年12月損失的裝甲部隊是繼第二次世界大戰以來最大規模的裝甲衝突。由於辛格少校在嚴密的地面炮火之下仍傑出的完成任務，這為他贏得了一面偉大戰士勳章。

## 葡萄牙殖民地戰爭
在葡萄牙殖民地戰爭期間，葡萄牙空軍主要使用多尼爾Do 27和OGMA/Auster D.5這兩種輕型飛機來執行前進空中管制的任務，在以下幾場戰役中皆可看見：安哥拉独立战争，幾內亞比索獨立戰爭與莫三比克獨立戰爭。

## 羅德西亞叢林戰爭
羅德西亞空軍於羅德西亞叢林戰爭期間使用馬基AL-60和西斯納山貓式兩種飛機來搭載他們的前進空中管制員。

## 南非邊境戰爭
南非除了有地面前進空中管制員以外，也有使用AM.3CM Bosboks搭載的機載前進空中管制員，在南非邊境戰爭中都可看到他們的影子(包括卡新加之戰)。

## 現今狀況

### 北約
北約部隊對於一位前進空中管制員必須要有的資格與經驗皆定義於北約標準化協議（STANAG）中。前進空中管制員可以是地面部隊火力支援小組或是戰術空中管制組（Tactical Air Control Party，TACP）的一員，也可由飛機搭載（FAC-A)或是直升機搭載（ABFAC）。美軍自2003年以後便改稱地面版的前進空中管制員為聯合終端攻擊管制員（Joint Terminal Attack Controllers，JTAC）。

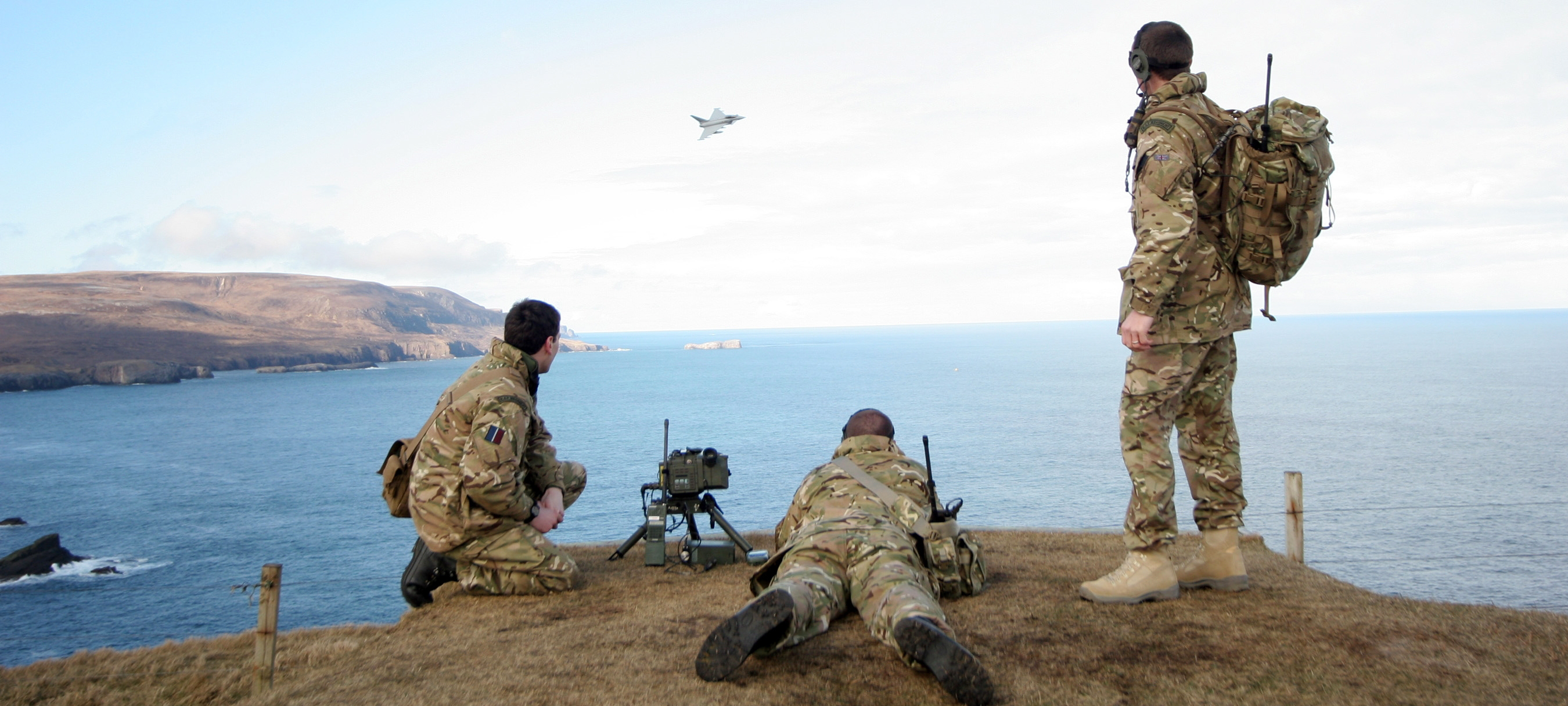
來自霍寧頓皇家空軍基地空地整合單位的英國皇家空軍地面團前進空中管制員，正在蘇格蘭憤怒角的靶場引導來自6中隊的颱風戰機前往攻擊目標。

北約一直致力於增加空地行動的安全性，並減低友軍誤擊的風險。為了使不同的北約單位能一同順利合作，北約標準化辦公室與聯合空中力量能力中心一同制定了前進空中管制的相關流程與定義，並撰寫在第3797標準化協定中《前進空中管制員的基礎資格》(Minimum Qualifications for Forward Air Controllers)。北約的前進空中管制員受訓後可以呼叫、計劃、簡報、執行中低空、高空密接空中支援的能力，同時也會學習像是電子作戰、壓制敵方防空任務、敵軍防空能力、空中指揮與管制、攻擊方法、戰術與武器使用等專業知識。

### 英軍
英軍的前進空中管制員在聯合前進空中管制員訓練與標準化中心（Joint Forward Air Controller Training and Standards Unit，JFACTSU）中進行訓練。英軍根據行動經驗把前進空中管制員放進火力支援小組中，使他們也能像是戰術空中管制組一樣來指揮大範圍的火力支援任務。前進空中管制員的人可以是來自皇家海軍陸戰隊（也有的是皇家海軍陸戰後備隊）或皇家空軍地面團戰術空中管制組的人員。陸軍航空兵也有提供機載版的前進空中管制員。

### 美國海軍陸戰隊
當在佈署部隊時，每個海軍陸戰連都會配屬1位前進空中管制員或是聯合終端攻擊管制員。

### 阿富汗國民軍
阿富汗國民軍依靠盟友來提高並維持他們前進空中管制員與聯合火力管制官（Joint Fires Officer，JFO）的水平。藉由澳洲聯合火力管制官的協助，阿富汗成功建立出戰術空中協調員來執行這些任務。